# Indoeuropska fonologija
Indoeuropska fonologija indoeuropskog prajezika rekonstruirana je na osnovi odraza različitih indoeuropskih jezika.

## Fonološki sustav
| Suglasnici          | Suglasnici          | Labijali | Koronali | Palatovelari | Velari | Labiovelari | Laringali  |
| ------------------- | ------------------- | -------- | -------- | ------------ | ------ | ----------- | ---------- |
| Plozivi             | Bezvučni            | p        | t        | ḱ            | k      | kʷ          |            |
| Plozivi             | Zvučni              | b        | d        | ǵ            | g      | gʷ          |            |
| Plozivi             | Aspirirani          | bʰ       | dʰ       | ǵʰ           | gʰ     | gʷʰ         |            |
| Nazali              | Nazali              | m        | n        |              |        |             |            |
| Frikativi           | Frikativi           |          | s        |              |        |             | h₁, h₂, h₃ |
| Likvide, poluvokali | Likvide, poluvokali | w        | r, l     | j            |        |             |            |

O indoeuropskom samoglasničkom sustavu postoji više teorija: od jednog samoglasnika pa do više njih, ali najčešće se govori o dvama samoglasnicima e i o te njihovim dugim inačicama i varijantama obojenim laringalima.

## Suglasnici

### Okluzivi
|                       | bezvučni | zvučni | aspirirani |
| labijali              | *p       | *b     | *bʰ        |
| dentali               | *t       | *d     | *dʰ        |
| velari                | *k       | *g     | *gʰ        |
| palatalizirani velari | *ḱ       | *ǵ     | *ǵʰ        |
| labiovelari           | *kʷ      | *gʷ    | *gʷʰ       |

| Ie.  | sanskrt                              | grčki                                                  | latinski | staroslavenski                           | litavski | gotski                                                                                        |
| *p   | p                                    | π                                                      | p | p                                        | p        | f ili b v.Grimmov zakon)                                                                      |
| *t   | t                                    | τ                                                      | t | t                                        | t        | þ ili d v.Grimmov zakon)                                                                      |
| *k   | k ili c zbog arijske palatalizacije  | κ                                                      | c [k] | k ili c/č zbog slavenske palatalizacije  | k        | h ili g v.Grimmov zakon)                                                                      |
| *b   | b                                    | β                                                      | b | b                                        | b        | p                                                                                             |
| *d   | d                                    | δ                                                      | d | d                                        | d        | t                                                                                             |
| *g   | g                                    | γ                                                      | g | g ili z, ž zbog slavenske palatalizacije | g        | k                                                                                             |
| *bʰ  | bh                                   | φ                                                      | #f- na početku riječi; -b- u sredini riječi                                                                  | b                                        | b        | b                                                                                             |
| *dʰ  | dh                                   | θ                                                      | #f- na početku riječi; -b- u sredini riječi ispred i iza r te iza u i ispred l, inače -d-                    | d                                        | d        | d                                                                                             |
| *gʰ  | gh ili h zbog arijske palatalizacije | χ                                                      | h; skupina gʰu > #fu-; skupina gʰr/l > gr/l; skupina -ngʰ- > -ng-                                            | g ili z, ž zbog slavenske palatalizacije | g        | g                                                                                             |
| *ḱ   | ś                                    | κ k`w > -ππ-                                           | c [k] | s                                        | š        | h                                                                                             |
| *ǵ   | j                                    | γ                                                      | g | z                                        | ž        | k                                                                                             |
| *ǵʰ  | h                                    | χ                                                      | h | z                                        | ž        | g                                                                                             |
| *kʷ  | k ili c zbog arijske palatalizacije  | π ispred suglasnika, o i a; τ ispred e i i, κ ispred u | qu ili c ispred o, u i suglasnika; p-q u riječi asimilira se u q-q                                           | k ili c, č zbog slavenske palatalizacije | k        | ƕ; katkad f                                                                                   |
| *gʷ  | g ili j zbog arijske palatalizacije  | β ispred suglasnika, o, a i i; δ ispred e; γ ispred u  | u; skupina ngʷ > ngu; skupina gʷr/l > gr/l; g ispred o, u i suglasnika                                       | g ili z, ž zbog slavenske palatalizacije | q        | q; c u steng. ispred zaobljenih o i u                                                         |
| *gʷʰ | gh ili h zbog arijske palatalizacije | φ ispred suglasnika, o, a i i; θ ispred e; χ ispred u; | #f- na početku riječi; inače u; -b- u sredini riječi ispred r; skupina ngʷ > ngu; g ispred o, u i suglasnika | g ili z, ž zbog slavenske palatalizacije | g        | w; ispred t daje h; izaq n daje *gʷ; g ispred o, u i suglasnika; katkad #b- na početku riječi |

#### Grimmov zakon
U germanskom (gotskom) aspirirani okluzivi gube aspiraciju i prelaze u zvučne okluzive (*bʰ, *dʰ, *gʰ > *b, *d, *g), a zvučni okluzivi prelaze u bezvučne (*b, *d, *g, *gʷ > *p, *t, *k, *kʷ) te bezvučni okluzivi u frikative (*p, *t, *k, *kʷ > *f, *þ, *χ, *χʷ). Skupine *sp, *st, *sk ne mijenjaju se. To se događa na početku riječi i u sredini samo nakon neposredno naglašenog sloga, a naziva se Grimmovim zakonom, prema Jacobu Grimmu koji ga je formulirao 1822. Zakon je prvi otkrio prije Grimma danski jezikoslovac Rasmus Rask.

#### Vernerov zakon
U germanskom (gotskom) *f, *þ, *χ ozvučuju se u *β, *δ, *γ (u gotskom daju b, d, g) u sredini riječi ako se naglasak nije nalazio neposredno nakon njih.

#### Starovisokonjemački glasovni pomak
Između 4. i 8. stoljeća u stvnj. bezvučni okluzivi p, t, k prelaze u pf- i -ff- (na početku i u sredini riječi), z- i -zz- te kch- i -hh-/-ch-. Zvučni okluzivi b, d, g postaju p, t, k, a frikativ þ daje d.

#### Glotalna teorija
Rani praindoeuropski vjerojatno nije imao fonem *b, a jer nema jezika koji bi imao p, a ne bi imao b (izuzevši jezika lifu; obrnuto je moguće - usp. arapski), Vjačeslav Ivanov i Tamaz Gamkrelidze te neovisno i Paul Hopper pretpostavili su tzv. glotalnu teoriju. Prema njoj zvučni okluzivi *b, *d, *g zapravo su bili glotalizirani okluzivi *p., *t., *k. jer jezici koji imaju takve okluzive često nemaju glotaliziranog okluziva *p. zbog artikulacijskih razloga (npr. navaho). Ideju ovoj teoriji dao je 1953. André Martinet.

#### Grassmanov zakon
U indoiranskim jezicima i grčkom neovisno se disimiliraju aspirirani okluzivi, odnosno u riječi ne mogu stajati dva aspirirana okluziva te se prvi od njih deaspirira.

#### Bartholomaeov zakon
U sanskrtu, a možda još i u ie., ako se aspirirani zvučni okluziv nađe ispred neaspiriranog bezvučnog, aspiracija i zvučnost će se premjestiti na sljedeći, dotad neaspirirani, okluziv. Na primjer, stind. korijen budh- ’buditi’ + -ta (sufiks za particip gotovi prošli) daje bud-dha ’probuđeni’, kraće budh- + -ta > buddha.

#### Sturtevantov zakon
U staroanatolijskim jezicima - hetitskom, klinopisnom luvijskom i palajskom razlikuje pisanje ie. zvučnih i aspiriranih okluziva i ie. bezvučnih okluziva, pri čemu se odrazi bezvučnih okluziva pišu udvojeno kao -pp-, -tt-, -kk, a odrazi ie. zvučnih i aspiriranih okluziva neudvojeno. Moguće je objašnjenje da su prvi predstavljali napete, a neudvojeni nenapete okluzive.

#### Pedersenov zakon
Ie. se jezici dijele na kentumske i satemske jezike, pri čemu za kentumske vrijedi: *ḱ = *k ≠ *kʷ, a za satemske: *ḱ ≠ *k = *kʷ. U albanskom se ie. *kʷ odražava ispred neprednjih samoglasnika jednako kao i ie. *k, no ispred prednjih glasova dobiva satemski odraz s. Pedersenovim se zakonom naziva i baltoslavenska retrakcija naglaska s naglašenih medijalnih slogova u mobilnim paradigmama.

### Frikativi
| Ie. | sanskrt                | grčki | latinski                          | staroslavenski                             | litavski                                           | gotski                      |
| *s  | s ili š (RUKI-pravilo) | -ς# na kraju riječi, -σ- ispred bezvučnih okluziva, u ostalim se pozicijama gubi, a na početku daje h koje se piše kao spiritus asper - 'ʿ | s, a rotacizmom između vokala u r | s ili š, h palatalizacijama nakon 'RUKI-ja | s ili š prema RUKI pravilu (dosljedno samo iza *r) | s ili z po Vernerovu zakonu |

#### Ruki pravilo
U indoiranskim i baltoslavenskim jezicima ie. *s prelazi u š iza glasova *r, *u, *k, *i te njihovih položajnih inačica *r̥, *w, *y i dvoglasa *ey, *oy, *ew, *ow i sl. U slavenskim jezicima to se š mijenja u x (h) koje opet može palatalizacijama postati s ili š. Tragovi djelovanja ruki pravila postoje i u baltičkim jezicima te u armenskom.

#### Laringalna teorija
Indoeuropski laringali najočitiji su trag ostavili u grčkome jeziku gdje se *h₁, *h₂ i *h₃ odražavaju kao *e, *a i *o, no tragovi njihova mogućeg postojanja vide se u prijevoju, akcentuaciji (posebice baltoslavenskoj i glasovnim zakonima, a pretpostavlja se najčešće da su postojala tri navedena laringala koja su mijenjala boje samoglasnicima.

## Sonanti
Indoeuropski sonanti bili su *m, *n, *l, *r, *y, *w. Ako su bili slogotvorni, označuju se kao: *m̥, *n̥, *l̥, *r̥, *i, *u pri čemu su slogotvorni sonanti bili alofoni između dvaju suglasika, prije suglasnika na početku riječi ili iza suglasnika na kraju riječi. Dugi slogotvorni sonanti mogu se svesti na skupinu slogotvornog sonanta i laringala.
| Ie. | sanskrt | grčki | latinski                                                                         | staroslavenski                                                       | litavski                                          | gotski                                                       |
| *m  | m       | μ, -ν# na kraju riječi                                                                                     | m                                                                                | m (ili ispada u zatvorenom slogu i nazalizira prethodni samoglasnik) | m                                                 | m                                                            |
| *n  | n       | ν | n                                                                                | n (ili ispada u zatvorenom slogu i nazalizira prethodni samoglasnik) | n                                                 | n                                                            |
| *l  | l ili r | λ | l                                                                                | l                                                                    | l                                                 | l                                                            |
| *r  | r       | ρ početno ρ aspirirano je, nastaje od *sr- ili *wr-                                                        | r                                                                                | r                                                                    | r                                                 | r                                                            |
| *w  | v       | #Ø- ili #΄- (nestaje na početku riječi ili daje spiritus asper); VØV (nestaje između samoglasnika)         | u                                                                                | v; početno *wr- i *wl- gubi w; (v. Lidenov zakon)                    | v; početno *wr- i *wl- gubi w (v. Lidenov zakon); | w                                                            |
| *y  | y       | #΄- (daje spiritus asper na početku riječi); VØV (nestaje između samoglasnika) *#Hy- na početku riječi > ζ | i ili VØV (nestaje između samoglasnika)                                          | j                                                                    | j                                                 | j                                                            |
| *m̥, | a       | α | em (mijenja se u en ispred dentala); #ma- (na početku riječi, nakon *s- i *h₁-)  | ę, ǫ                                                                 | im, um                                            | um                                                           |
| *n̥, | a       | α | en (mijenja se u en ispred labijala); #na- (na početku riječi, nakon *s- i *h₁-) | ę, ǫ                                                                 | in, un                                            | un                                                           |
| *l̥, | r̥,      | λα ili αλ                                                                                                  | ol; #la- (na početku riječi, nakon *s- i *h₁-)                                   | lъ ili lь                                                            | il, ul                                            | ul                                                           |
| *r̥, | r̥,      | ρα ili αρ                                                                                                  | or; #ra- (na početku riječi, nakon *s- i *h₁-)                                   | rъ ili rь                                                            | ir, ur                                            | aur (ako iza i ili u slijede r, h ili ƕ, dodaje se a ispred) |
| *i  | i,      | ι | i                                                                                | ь                                                                    | i                                                 | i (ako iza i slijede r, h ili ƕ, dodaje se a ispred i)       |
| *u  | u       | u | u                                                                                | ъ                                                                    | u                                                 | u (ako iza u slijede r, h ili ƕ, dodaje se a ispred u)       |

#### Havlíkov zakon
Staroslavenski poluglasovi bili su u jakome položaju ako je u slogu nakon njih dolazio još jedan poluglas, a onda bi se vokalizirali (primjerice, u štokavskom u a), ovisno o jeziku, a ako su bili u slabome položaju, bez drugoga poluglasa u slogu nakon njega, gubili bi se.

## Samoglasnici
Indoeuropski *i i *u fonetski su bili samoglasnici, ali su fonološki bili neslogotvorni sonanti, stoga samoglasnici u praindoeuropskom ostaju samo *e i *o sa svojim dugim parnjacima *ē i *ō. Kratki samoglasnik *a možda je postojao, a ako jest, vjerojatno je bio vrlo rijedak rubni fonem.
| Ie.   | sanskrt                                                                            | grčki                                                            | latinski | staroslavenski                                                                                          | litavski                                                     | gotski                                   |
| *e    | a (ispred njega provela se arijska palatalizacija!)                                | ε                                                                | e (u prvom slogu), iza *kw i *Cw (C = suglasnik) prelazi u o; ispred ng i nC (C = suglasnik) prelazi u i | e; ispred *yV (V = samoglasnik) prelazi u ь; ispred *wV (V = samoglasnik) prelazi u *o (u stsl. daje o) | e; ispred *wV (V = samoglasnik) prelazi u *o (u lit. daje a) | i (dobiva i na početku ispred r, h ili ƕ |
| *o    | a (ispred njega nije se provela arijska palatalizacija!) ili ā (u otvorenom slogu) | ο (između sonanta i labijala ili labijala i sonanta prelazi u υ) | o (u prvom slogu); o prelazi u u ispred nazala i suglasnika, l i nazala te l i stražnjeg samoglasnika; #uo- > #ue- (na početku riječi) osim ispred labijala te -rV- (V = samoglasnik) te l i stražnjeg samoglasnika; o prelazi u a ispred *wV- (V = vokal) i nakon labijala | o | a                                                            | a                                        |
| *h₂e  | a                                                                                  | α                                                                | a | o | a                                                            | a                                        |
| *ē    | ā                                                                                  | η                                                                | ē | ĕ | ė                                                            | ē                                        |
| *ō    | ā                                                                                  | ω                                                                | ō | a | uo                                                           | ō                                        |
| *eh₂  | ā                                                                                  | η                                                                | ā | a | o                                                            | ō                                        |
| *ey   | e                                                                                  | ει                                                               | ī | i | ie (u naglašenom slogu) ili ei (u nenaglašenom slogu)        | ei [ī]                                   |
| *oy   | e                                                                                  | οι                                                               | oe ili ū | ě | ie (u naglašenom slogu) ili ai (u nenaglašenom slogu)        | ai                                       |
| *h₂ey | e                                                                                  | αι                                                               | ae | ě | ie (u naglašenom slogu) ili ai (u nenaglašenom slogu)        | ai                                       |
| *ew   | o                                                                                  | ευ                                                               | ū | ju | iau (u naglašenom slogu) ili ai (u nenaglašenom slogu)       | iu                                       |
| *ow   | o                                                                                  | ου                                                               | ū | u | au (u naglašenom slogu) ili ai (u nenaglašenom slogu)        | au                                       |
| *h₂ew | o                                                                                  | αυ                                                               | au | u | au (u naglašenom slogu) ili ai (u nenaglašenom slogu)        | au                                       |

#### Pravilo Rozwadowskoga
U baltoslavenskom katkad se miješa početno *e- s početnik *a- (u slavenskom kao o).

#### Winterov zakon
U baltoslavenskom se kratki samoglasnici *e, *o, *a, *i, *u) dulje ispred ie. zvučnih okluziva u zatvorenome slogu (koji dobiva akutsku intonaciju). Hrvatski jezikoslovac Ranko Matasović predložio je 1996. dopunu ovog zakona ograničenjem njegova djelovanja na zatvoreni slog. Ova je dopuna trenutno i najprihvaćenija (iako ne i općeprihvaćena).

#### Pinaultov zakon
U ie. laringali *h₁, *h₂, *h₃ nestaju ispred *y.

#### Cowgillov zakon
U grčkom ie. *o ostaje očuvano, ali između sonanta (*m, *n, *r, *l) i labijala (*p, *b, *bʰ, *kʷ, *gʷ, *gʷʰ) daje grč. υ.

## Poveznice
- Indoeuropski etimološki rječnici